# Französisch-Marokko

 Französisch-Marokko (französisch Maroc français) war von 1912 bis 1956 ein französisches Protektorat in Marokko. Es umfasste das heutige Staatsgebiet von Marokko mit Ausnahme von Spanisch-Marokko und der Internationalen Zone von Tanger.

## Geschichte

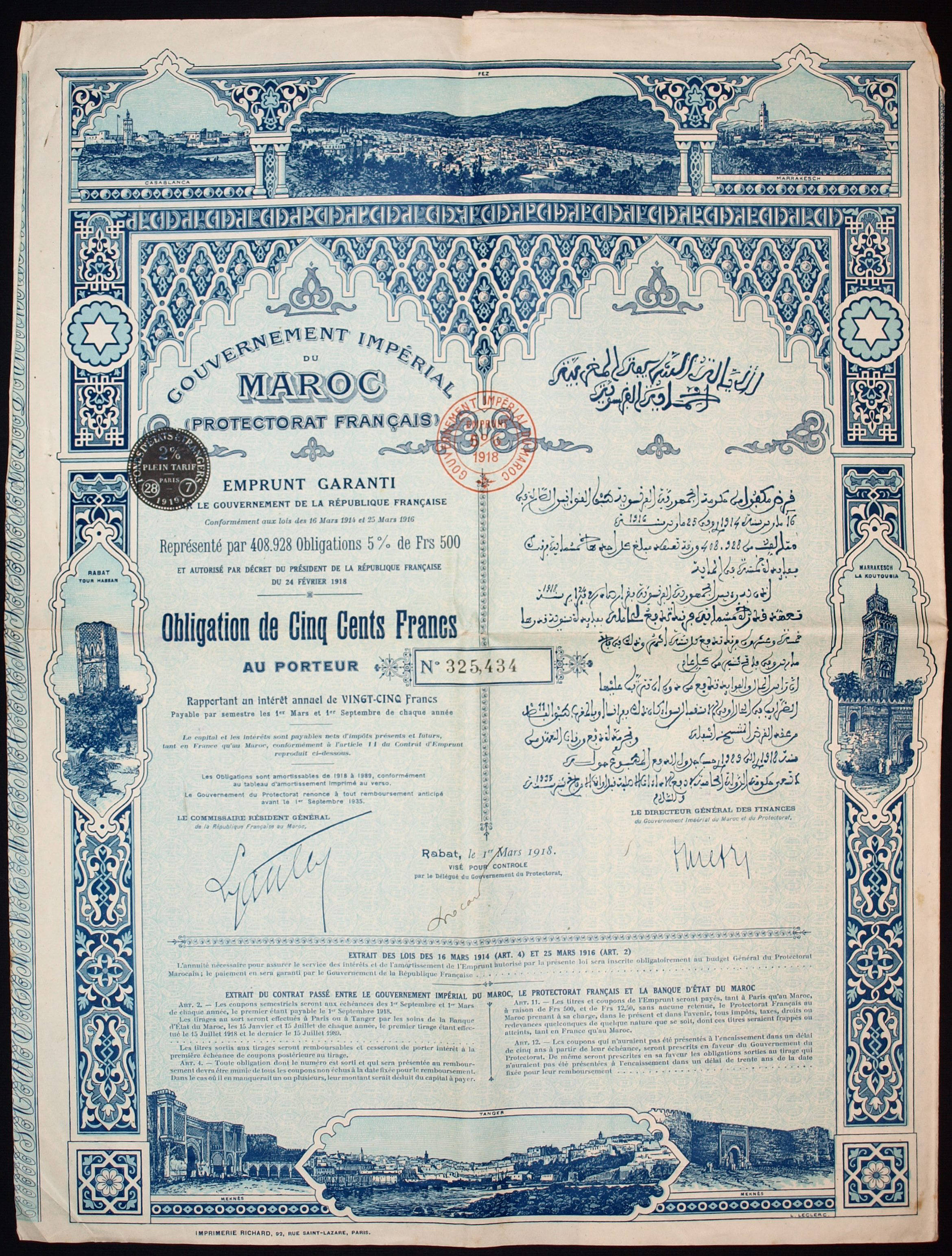
Obligation über 500 Francs des französischen Protektorats Marokko vom 1. März 1918

Frankreich und der Sultan von Marokko einigten sich im Vertrag von Fès vom 30. März 1912 auf die Errichtung eines französischen Protektorates in Marokko mit Ausnahme von Tanger. Staatsoberhaupt blieb offiziell der Sultan. Spanien erhielt mit Abschluss des französisch-spanischen Vertrags vom 27. November 1912 von Frankreich eine eigene Einflusszone im Norden Marokkos (Zone d’influence espagnole) zugesprochen, Tanger wurde Zentrum eines internationalen entmilitarisierten Gebietes.
Die Hauptstadt von Französisch-Marokko war Rabat. Nach Errichtung des französischen Protektorates war Louis-Hubert Lyautey vom 28. April 1912 bis zum 25. August 1925 erster französischer Generalresident. Durch den Bau von Schulen, Fabriken, Siedlungen, Häfen und Verkehrswegen verbesserte er die Infrastruktur. Da ihm viel am Erhalt der traditionsreichen alten Städte lag, wurden die modernen Siedlungen außerhalb der jeweiligen Medina (Altstadt) errichtet. Das Land erlebte einen Modernisierungsschub.
1921 brach unter der Führung von Abd el-Krim im spanischen Protektorat der Aufstand der Rifkabylen aus. Die Unruhen erfassten auch Französisch-Marokko. Erst 1926 gelang es Frankreich und Spanien – unter Einsatz von mehreren hunderttausend Soldaten – den zu einem Krieg eskalierten Aufstand weitgehend niederzuschlagen. Unter Sultan Mohammed V. konnte die arabisch-nationalistische Unabhängigkeitsbewegung an Einfluss gewinnen.
Am 2. März 1956 wurde Französisch-Marokko und am 7. April 1956 Spanisch-Marokko in die Unabhängigkeit entlassen.